# Love and Honor – Liebe ist unbesiegbar
Love and Honor – Liebe ist unbesiegbar ist ein US-amerikanischer Film von Danny Mooney aus dem Jahr 2013.

## Handlung
Der Hintergrund des Films wird auf die Zeit des Vietnamkrieges und die Mondlandung gesetzt. Die zwei jungen Soldaten Mickey Wright und Dalton Joiner dienen für die US Army im Vietnamkrieg. Bei einem Angriff auf die Stellung der Einheit wird ein Kamerad tödlich verwundet, während die beiden durch Glück überleben. Später bekommen Wright und Joiner eine Woche Urlaub in Hongkong. Joiner entschließt sich, für eine Woche zu seiner in Amerika wartenden Freundin Jane zu fliegen. Wright kann seinen Kameraden nicht im Stich lassen und begleitet ihn. Zuhause stellen sie fest, dass Jane, jetzt Juniper genannt, sich einer Friedensbewegung angeschlossen hat. Die Soldaten stellen sich als Deserteure dar, obwohl sie nach der Woche zurückkehren wollten. Für beide stellt sich die Frage, ob sie ihrer Pflicht wieder nachgehen sollen.

## Hintergrund
Der Film wurde u. a. in Ypsilanti und Ann Arbor, Michigan gedreht.

## Rezeption
„Ein oberkörperfreier Liam Hemsworth wird den Teenagern gefallen, doch ansonsten ist Love and Honor eine farblose Romanze, die während dem Vietnam-Krieg spielt.“